# Medalha Roger Revelle
A  Medalha Roger Revelle  é uma   recompensa científica  concedida  anualmente pela   União Geofísica Americana .  A distinção é conferida para honrar realizações ou contribuições proeminentes para a compreensão dos processos atmosféricos da Terra, incluindo suas dinâmicas, química e radiação; e ao  entendimento do papel da atmosfera na relação atmosfera-oceano ou atmosfera-terra para determinar o clima, os ciclos bioquímicos, ou outros elementos chaves do sistema climático.
A medalha foi instituída em 1991 em homenagem ao oceanógrafo estadunidense Roger Revelle, presidente da Seção Ciências do Oceano (1956-1959), por contribuições substanciais ao conhecimento da mudança global.

## Laureados[1]
- 1992 - Edward N. Lorenz
- 1993 - Syukuro Manabe
- 1994 - Frank Sherwood Rowland
- 1995 - Wallace Smith Broecker
- 1996 - Robert E. Dickinson
- 1997 - Hans Oeschger
- 1998 - Harold S. Johnston
- 1999 - John Michael Wallace
- 2000 - James R. Holton
- 2001 - James Hansen
- 2002 - Ralph Cicerone
- 2003 - Jean Jouzel
- 2004 - Inez Fung
- 2006 - John E. Kutzbach
- 2007 - Richard Alley
- 2008 - Michael L. Bender
- 2009 - Jorge L. Sarmiento
- 2010 - Pieter P. Tans
- 2011 - Owen Brian Toon
- 2012 - Steven C. Wofsy
- 2013 - Kuo-Nan Liou
- 2014 - Christopher Field
- 2015 - Anne M. Thompson
- 2016 - Ellen R. M. Druffel
- 2017 - Kevin Trenberth
- 2018 - Isaac Held[2]
- 2019 - Eugenia Kalnay
- 2020 – Claire Parkinson
- 2021 – Clara Deser[3]